# Staalwijk
Staalwijk is een gemeentelijk monument aan de Biltseweg 49 in de gemeente Soest in de provincie Utrecht. Aan de overzijde van de Biltseweg staat landhuis Huis Pijnenburg.
De dwarshuisboerderij werd in 1834 gebouwd voor veenontginner Jan Anthonie Staal (1797-1881) en zijn vrouw Jacoba Tannetje van Steenbergen (1809-1890) uit Goudriaan. Beiden werden begraven op het kerkhof bij de Stulpkerk in Lage Vuursche. Volgens oude kaarten zou hier een huisje hebben gestaan met de naam Vloowijk. De naam Staalwijk staat geschilderd op de gootlijst, op een gevelsteen staat te lezen: S. Methorst den 1ste mei 1834. Daarmee werd Sophie Methorst bedoeld, wier eerste man Jacob Staal omstreeks 1810 reeds was overleden. Sophia hertrouwde op 14 november 1811 met grondeigenaar Hendrik de Ruiter. Deze bezat grond in De Vuursche, waar hij ook burgemeester is geweest. Het echtpaar De Ruiter-Methorst heeft gewoond op Klein Drakenstein in Lage Vuursche. De Ruiter en Jan Anthonie Staal huurden daar gezamenlijk een kerkbank. De landerijen van de herenboerderij Staalwijk grensden aan de voorkant aan de Pijnenburgergrift en verder aan de gronden van Pijnenburg en die van de Ewijckshoeve, de Staalwijklaan ontsloot de landerijen die aan weerszijden lagen. De eigenares Sophia Hendrika Staal vermaakte Staalwijk in 1915 aan haar tuinman Klaas Dorrestijn. Daarna is Staalwijk tot 1994 in bezit geweest van de familie Blom van de Ewijckshoeve.

## Het huis
De boerderij staat op een kleine verhoging en heeft een T-vormige plattegrond. De symmetrische voorgevel heeft zes gelijke zesruitsvensters op de bel-etage met daaronder zes kelderraampjes. Het woongedeelte bestaat uit een voorhuis met een bel-etage en een zolderverdieping. Het is over de hele breedte onderkelderd. Het souterrain is belegd met grijze plavuizen. De kelder aan de voorzijde bestaat uit vier delen, met centraal onder het huis een kluiskelder met tongewelf. De waterkelder aan de rechterzijde wordt gebruikt om regenwater te verzamelen. 
Sinds het dak gedeeltelijk was verwoest door een omvallende boom tijdens een hevige storm, heeft het pand nog jaren als pachtboerderij gefunctioneerd. In 1994 heeft Jan Vogelij het huis met het huiskavel van 1,7 ha gekocht en het uiterlijk zoveel mogelijk in de oorspronkelijke, symmetrische staat gebracht. Sindsdien is Staalwijk in gebruik als woning. Na een interne verbouwing is de plattegrond zodanig gewijzigd dat de toegang zich niet meer in de kopse gevel aan de zuidzijde bevindt, maar dat de dubbele staldeuren aan de noordzijde daarvoor worden aangewend. Het boerderijgedeelte, de poot van de T, is bij de woning getrokken. De voormalige stal wordt gebruikt als zomerkamer.

## Het terrein
Bij het huis bevindt zich een rietgedekte driepoot hooiberg, een vijver en een kasje. Er was op het terrein een hondenkerkhof, dat is geruimd. De grafsteentjes zijn gebruikt in de bestrating naar de huidige voordeur van het huis. Deze kan bereikt worden over een stalen brug.